# Ayaka Yamashita
Ayaka Yamashita (山下 杏也加, Yamashita Ayaka), née le 29 septembre 1995, est une joueuse internationale de football japonaise.

## Biographie
Le 4 août 2015, elle fait ses débuts avec l'équipe nationale japonaise contre l'équipe de Corée du Sud. Elle participe à la Coupe du monde 2019. Elle compte 31 sélections en équipe nationale du Japon.

## Statistiques
Le tableau ci-dessous présente les statistiques de Ayaka Yamashita en équipe nationale
| Équipe du Japon | Équipe du Japon | Équipe du Japon |
| Année           | Matchs          | Buts            |
| --------------- | --------------- | --------------- |
| 2015            | 3               | 0               |
| 2016            | 3               | 0               |
| 2017            | 5               | 0               |
| 2018            | 14              | 0               |
| 2019            | 6               | 0               |
| Total           | 31              | 0               |

## Palmarès
- Vainqueur de la Coupe d'Asie 2018